# Muhammad al-Maghili
Muhammad ibn Abd al-Karim al-Maghili (en árabe:الشيخ محمد بن عبد الكريم بن محمد المغيلي التلمساني ), comúnmente conocido como Muhammad al-Maghili (c 1440 - c 1505) fue un ulema bereber de Tlemcen, la capital del Reino de Tlemcen, en la actual Argelia. Al-Maghili fue responsable de convertir al islam a las clases dominantes entre los pueblos hausa, fulani y tuareg en África occidental.
Maghili dirigió una campaña para expulsar a la comunidad judía de la ciudad y tuvo éxito.  Muchos de los judíos fueron expulsados de Tlemcen y su sinagoga fue destruida.  También se desempeñó como asesor de Muhammad Rumfa, Emir de la ciudad-estado de Hausa, Kano, y escribió un tratado sobre el gobierno, Sobre las obligaciones de los príncipes .
Los manuscritos originales de sus obras, se encuentran a disposición de las Naciones Unidas en la Biblioteca Digital Mundial.

## Biografía
Muhammad al-Maghili nació en Tlemcen en una familia bereber de la tribu Maghila.  Allí pasó su infancia aprendiendo el Corán.  Estudió con al-Imam Abd al-Rahman al-Tha'alibi (d. 1470/1) y el Qadi de Touat, Abu Zakariya Yahya ibn Yadir ibn 'Atiq al-Tadalsi (d. 1472/3).  En el siglo XV, denunció las prácticas corruptas y no islámicas de los estados musulmanes de África occidental. C ondenó sus métodos de tributación, y la confiscación de propiedad privada. También  denunció a los <i id="mwHA">mallams</i> (maestros islámicos) que sirvieron a gobernantes sin un conocimiento básico del árabe o el islam.  Al-Maghili pidió la implementación de la Ley de la Sharia e introdujo el concepto del mujaddid islámico (el renovador del Islam).  Al-Maghili se hizo influyente entre los africanos occidentales y fue una inspiración directa para los reformadores militantes y las jihads de África occidental a partir del siglo XV.